# Herman van der Werf
Herman van der Werf, né le 6 juin 1944 à Tilbourg et mort 1er juillet 2008 à Mol, est un peintre et graveur néerlandais.

## Biographie
Hermanus (Herman) Franciscus Norbertus Maria van der Werf naît le 6 juin 1944 à Tilbourg, où il vit et travaille. Il est étudiant de l'Académie des Beaux-Arts de Tilbourg (M.O. dessin, 1965).
Il fait des voyages d'étude en Suisse, en France, en Italie ainsi qu'au Luxembourg.
De 1968 à sa mort, il vit à Retie, en Belgique.
Il pratique la peinture, l'aquarelle, le dessin, la lithographie, la gravure sur bois et sur cuivre. Ses thèmes sont les paysages, les natures mortes et les portraits. Il est influencé, entre autres, par Nicolas de Staël, Giorgio Morandi, Permeke et De Smet.
Il meurt le 1er juillet 2008 à Mol, Belgique.

### Réalisme et l'abstrait
Depuis environ 1985, Herman van der Werf explore la frontière entre le réalisme et l'abstrait. Lorsqu'il commence un tableau, il utilise une structure très réaliste. Il semble essentiel pour lui d'utiliser des couleurs vives et le dessin reste important. Il est inspiré par la sérénité de Géorgio Morandi et la structure picturale de Nicolas de Staël. Il adore l'expression et l'exubérance de Willem de Koonig.

## Expositions

### Personnelles
- 1968 : Tilbourg (NL)
- 1969 : Gemeentehuis, Oisterwijk (NL)
- 1970 : Galerie Goedwil, Turnhout (B), Galerie Villamont, Lausanne (CH)
- 1971 : Retie (B)
- 1973 : Gemeentehuis, Hilvarenbeek (NL)
- 1980 : De Dreven, Oud Turnhout (B), Galerie Amicale Remichoise, Remich (L), Château de Tourrettes-sur-Loup (F)
- 1981, 1982 : Lavoir de Mougins (F), Château de Tourrettes-sur-Loup (F)
- 1983 : Galerie Hugo Minnen, Dessel (B)
- 1990 : Dovre Galerie, Düren (D)
- 1992 : K&W Galerie, ’s Hertogenbosch (NL)
- 1994, 1997, 1998, 1999, 2000 : Galerie Palladio, Mol (B)
- 1999 : K&W Galerie, ’s Hertogenbosch (NL)
- 2003, 2004 : Chambres d’Hôtes de Falaise (F)
- 2005 : CC 't Getouw (B)
- 2008 : ’t Kristallijn Mol (B)

### Collectives
- 1963 : Oisterwijk (NL)
- 1972 : Venlo (NL)
- 1973 : Tilburg (NL)
- 1974 : Enschede (NL), Retie (B)
- 1975 : Den Helder (NL)
- 1976 : Drachten (NL)
- 1978 : Roermond (NL)
- 1981 : Monte Carlo (MC) – Grand prix de l’art contemporain
- 1985 : De Oude Post, Mol (B)
- 1997 : ’t Getouw, Mol (B)
- 2000 : Cum Laude, Mol (B)
- 2000, 2001 : Galerie du Puy Joli, Brantôme (F)
- 2001 : Musée Jakob Smits, Mol (B)

### Presse
- (nl) « Kunstenaar speelt thuismatch », Gazet van Antwerpen,‎ 9 juin 2005
- (nl) « Herinneringen aan Herman », De Streekkrant,‎ 6 novembre 2008